# Khenẕīrī
Khenẕīrī (persiska: خنضیری) är en ort i Iran.   Den ligger i provinsen Khuzestan, i den centrala delen av landet, 600 km söder om huvudstaden Teheran. Khenẕīrī ligger 9 meter över havet och antalet invånare är 116.
Terrängen runt Khenẕīrī är mycket platt. Runt Khenẕīrī är det ganska tätbefolkat, med 144 invånare per kvadratkilometer. Närmaste större samhälle är Abū Nāgeh, 11,0 km nordväst om Khenẕīrī. Trakten runt Khenẕīrī är ofruktbar med lite eller ingen växtlighet.